# Val Riglio
La Val Riglio è una valle dell'Appennino ligure, formata dall'omonimo torrente, situata interamente in provincia di Piacenza e lunga circa 20 km. Inizia nei pressi del monte Obolo, dove nasce il Riglio, e termina nei pressi di Viustino, frazione di San Giorgio Piacentino, da dove il torrente inizia a scorrere in pianura.

## Geografia fisica
La val Riglio è formata dal torrente Riglio, che nasce dal monte Obolo, nei pressi di Vigolo, frazione del comune di Bettola. Nel suo corso il Riglio segna discendendo la valle il confine tra i comuni di Gropparello e Bettola, Ponte dell'Olio e San Giorgio Piacentino e, infine, tra quest'ultimo e Carpaneto Piacentino.
Confina a ovest con la val Nure e a est con la val Vezzeno e la val Chero.

### Monti
Il monte più alto della valle è il monte Obolo, situato tra la val Riglio, la val Chero e la val Nure, nei pressi del quale nascono il Riglio e il Chero e che raggiunge un'altezza di 1098 m s.l.m..
Tra i monti principali della valle si trovano il monte Santo, situato sullo spartiacque con la val Nure e vetta più alta del comune di Ponte dell'Olio e il monte Occhino sul quale sorge il castello di Montechino.

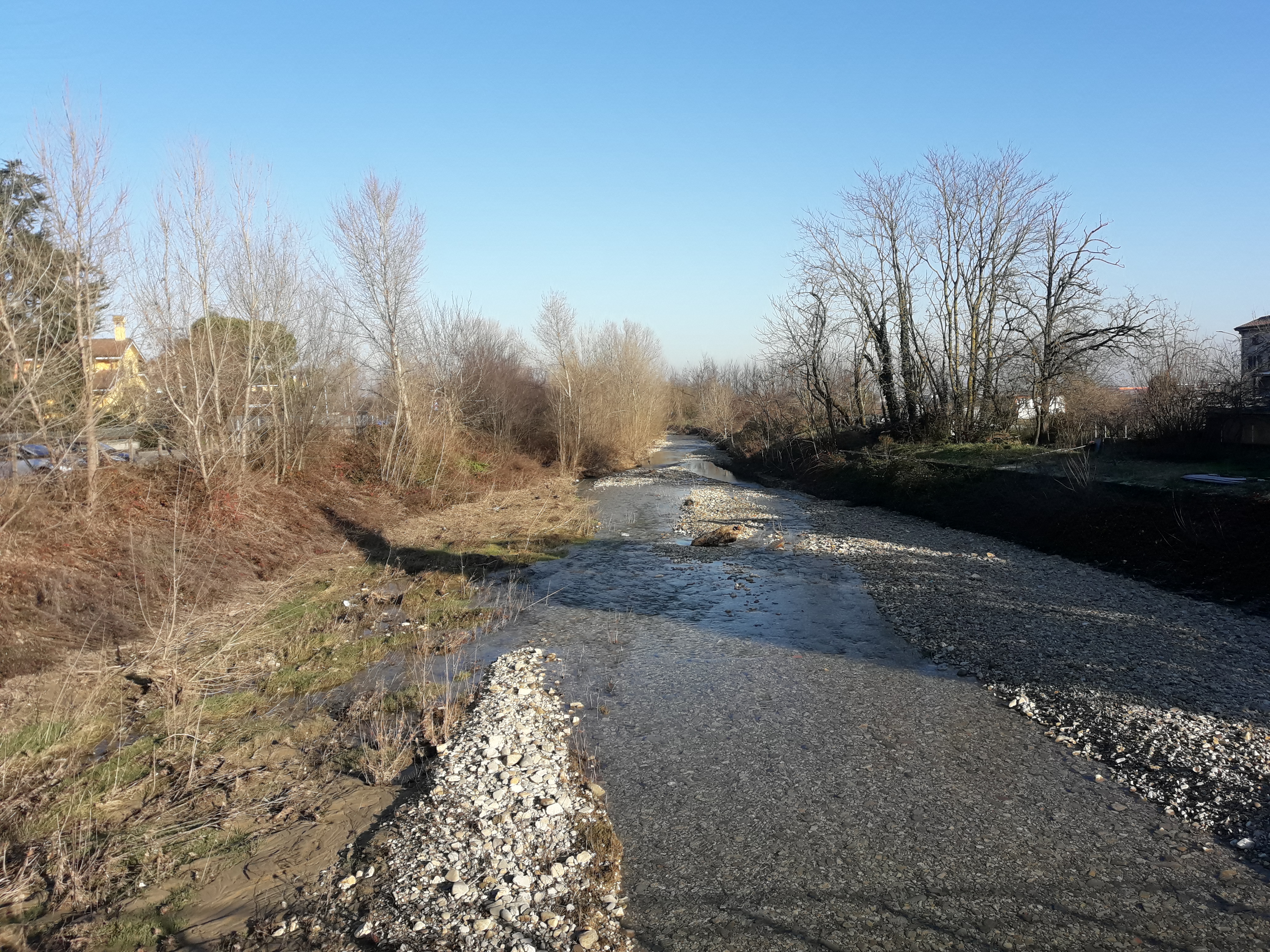
Il Riglio a Viustino, nei pressi dello sbocco in pianura

### Idrografia
Il corso d'acqua principale della valle è il torrente Riglio, lungo 43 km, e con un bacino idrografico di 122,9 km².
Nella val Riglio non sono presenti altri corsi d'acqua di particolare rilevanza; i principali affluenti del Riglio, il Vezzeno e il rio Ogone, hanno entrambi la foce nel tratto di pianura, tra Carpaneto e San Giorgio.

## Storia
La val Riglio deve la sua importanza storica principalmente ai castelli che vi furono edificati nel medioevo come avamposti strategici a difesa delle valli e che furono teatro di alterne vicende nella lotta tra guelfi e ghibellini. Nel XIV secolo il castello di Veggiola fu uno dei centri centro della rivolta contro Galeazzo I Visconti, divenendo rifugio dei guelfi piacentini fuoriusciti dalla città.
Nel basso Medioevo la valle fece parte dell'istituto della Magnifica Università della val Nure, istituzione creato dagli abitanti della val Nure per difendersi dallo strapotere dei Nicelli, famiglia nobiliare che dominò per secoli la vallata.
Nel 1515 a Veggiola furono ospitati soldati spagnoli che razziarono le vicine campagne provocando diversi danni.
Nel 1832 buona parte del territorio della val Riglio posto sulla sponda destra del torrente, fino a quel momento legato prevalentemente alla val Nure grazie al dominio della famiglia Nicelli, si unì ai territori della val Vezzeno e della val Chero entrando a far parte del primo nucleo amministrativo del comune di Gropparello.
A partire dal 1866 cominciarono in val Riglio, così come nella limitrofa val Chero, ricerche petrolifere, condotte inizialmente da una società genovese, poi dal conte Marazzani, dalla società francese Petroles de Montechino e, infine, dal barone francese Adolfo Zipperlen, proprietario della Società Francese dei Petroli, sotto il quale l'attività d'estrazione divenne operativa nel 1888.
Durante la seconda guerra mondiale, la zona degli impianti petroliferi subì, fino all'armistizio dell'8 settembre vari bombardamenti da parte delle truppe alleate. La zona di Montechino divenne, poi, sede del presidio del gruppo corazzato Leonessa, poi, a partire dal 1944, dopo essere stata conquistata dai partigiani, Montechino fu sede del Distaccamento «Ursus», parte della Divisione partigiana Val d'Arda. Nell'aprile 1945 la località venne bombardata nuovamente dalle truppe alleate per distruggere i pozzi petroliferi presenti, che pure, in quel frangente, erano utilizzati dalle forze partigiane per rifornire i loro mezzi.
Dopo la fine della guerra, nel 1950 venne sospesa l'attività estrattiva, con i pozzi che vennero in gran parte smantellati.

## Monumenti e luoghi d'interesse
Castello di ViustinoGià citato in un documento del 979 in cui l'imperatore Ottone II di Sassonia investiva i fratelli Lanfranco, Opizzo, Jacopo, Gherardo e Fero della sua proprietà, venne distrutto nel 1314 da Galeazzo Visconti e, in seguito, ricostruito. Presenta una pianta quadrangolare, con un torrione situato al centro del corpo di fabbrica..
Castello di RoncoRisalente all'XI secolo, fu teatro, sin dai primi anni dopo la costruzione, di lotte tra guelfi e ghibellini. Nei primi anni del XVI secolo fu ricostruito dalla famiglia Arcelli, la quale lo cedette, poi, alla famiglia Boccabarile, prima di divenire proprietà della famiglia Asinelli. Il castello, pur soggetto a rimaneggiamenti in epoca rinascimentale, presenta una tipica struttura di maniero medievale con torri di guardia e un mastio centrale, nel quale si rilevano le tracce di un ponte levatoio.

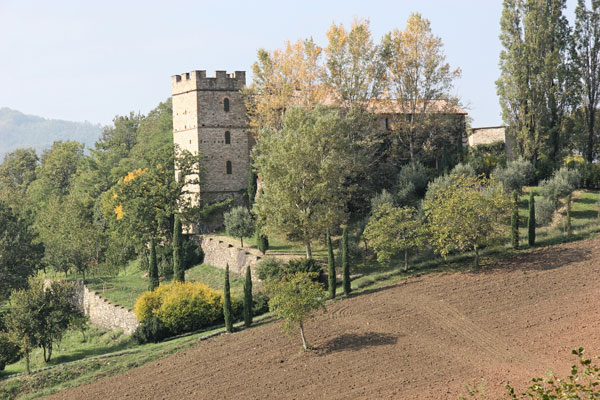
Il castello di Montechino.

Castello di VeggiolaDopo aver ospitato un consistente numero di fuoriusciti guelfi provenienti da Piacenza durante le rivolte anti-viscontee del trecento ed essere stato anche ripetutamente saccheggiato, venne ricostruito a partire dal 1550 dall'architetto e ingegnere imperiale Domenico Gianelli su commissione di Gian Francesco Della Veggiola, passando poi di mano tra varie famiglie nobili tra le quali i Visconti di Brignano, i Casati, i Barattieri e i Petrucci, subendo varie trasformazioni fino a assumere la fisionomia di dimora signorile.
Castello di MontechinoPosto sul monte Occhino, a picco sul torrente Riglio. Fu costruito nel XII secolo come avamposto strategico a difesa della valle. Fu inizialmente di proprietà dei Confalonieri, ai quali nel 1393 Gian Galeazzo Visconti concesse l'investitura feudale delle terre che già tenevano nel piacentino. Nel 1492 i Confalonieri vendettero il castello alla famiglia dei Nicelli, signori per secoli della val Nure. Nel 1944 ospitò il Distaccamento «Ursus» della Divisione partigiana val d'Arda. Nel corso degli ultimi venticinque anni è stato ristrutturato nel rispetto della struttura originaria.

## Economia
Nella zona di Montechino, così come nella confinante val Chero, sono presenti giacimenti di gas naturale e petrolio, che vennero sfruttati a livello industriale dal 1888 al 1950. In questi anni vennero aperti complessivamente 349 pozzi, profondi tra i 500 e i 1 100 metri, alcuni capaci di una produzione giornaliera di 40 000 litri di petrolio. Per servire i pozzi fu costruito un oleodotto lungo 29 km che trasportava il petrolio da Montechino sino a Fiorenzuola d'Arda, dove era situata una raffineria.

## Amministrazione
La val Riglio appartiene amministrativamente ai comuni di San Giorgio Piacentino, Ponte dell'Olio, Bettola, Carpaneto Piacentino e Gropparello: i primi tre sulla sinistra orografica del torrente e gli ultimi due sulla sponda opposta. Nessuno dei capoluoghi comunali si trova in val Riglio.
L'alta valle, ricadente nei comuni di Bettola e Gropparello, ha fatto parte della comunità Montana valli del Nure e dell'Arda, fino alla sua chiusura avvenuta nel 2013.